# Myliobatis aquila
L'aquila di mare (Myliobatis aquila (Linnaeus, 1758)) è un pesce cartilagineo della famiglia Myliobatidae, diffuso anche nel Mediterraneo e comune nell'Adriatico.

## Descrizione
Il suo corpo ha la classica forma discoidale, con il diametro orizzontale più largo di quello verticale; misura fino a 1,5 m di larghezza e 2,5 m di lunghezza. La testa sporge dal muso e la coda, a forma di frusta, è lunga più del doppio del corpo e presenta una spina dorsale munita di ghiandola velenifera. La pelle è liscia e ricoperta di muco scivoloso. 
Come le razze possiede due pinne laterali molto ampie e appuntite, leggermente arcuate, la cui forma ricorda delle ali falcate (da cui il nome scientifico).

## Distribuzione e habitat
È una specie costiera delle acque temperate del nord Atlantico e del mar Mediterraneo (dove è particolarmente comune nel mar Adriatico), che vive a bassa profondità, nuotando spesso in prossimità della superficie.

## Biologia
L'aquila di mare è ovovivipara e pertanto partorisce individui che hanno già l'aspetto degli adulti.
La dieta comprende sia molluschi quali gasteropodi e lamellibranchi, che crostacei come granchi e paguri.

## Pesca
Viene pescata, soprattutto nell'Adriatico, ma la carne molle e viscosa non risulta particolarmente appetibile, limitandone il consumo localmente e agli esemplari appena pescati.